# Horváth Tibor (szobrász)
Horváth Tibor (Hajdúböszörmény, 1958. december 9. –) magyar kőszobrász, Kő Pál és Antal Károly tanítványa.

## Életpályája
1979 és 1984 között a Magyar Képzőművészeti Főiskola hallgatója  volt. Mesterei Kő Pál és Antal Károly voltak. Köztéri kőszobrain kívül számos alkotást restaurált.

## Válogatott csoportos kiállításai
- Alföldi Tárlat, Debreceni Tárlat
- 1985 • V. Országos Érembiennálé, Sopron
- 1987 • VI. Országos Érembiennálé, Sopron.

## Köztéri művei
- Szent Orbán (restaurálás, 1983, Budapest, XXII. ker. Diótörő u.)
- Szentháromság oszlop (restaurálás, 1985, Celldömölk)
- Oroszlánok (1986, Ráckeve, Savoyai-kastély)
- Barokk szobrok (1989-től, Vác)
- Rakovszky Sámuel (műkő, 1990, Gávavencsellő)
- Bethlen Gábor (bronz dombormű, Hajdúböszörmény)
- Nepomuki Szent János (1994, Dunaharaszti)
- Halászbástya kőszobrai (1995, Budapest)
- Bocskai István (bronz mellszobor, 1995, Hajdúböszörmény).